# Grupo Nacional de Investigaciones Sociales del Siglo XXI (GIS XXI)
GIS XXI (Grupo Nacional de Investigaciones Sociales del Siglo XXI) es una empresa encuestadora de Venezuela.
Jesse Chacón, exmilitar y político venezolano, dirigente del Partido Socialista Unido de Venezuela (PSUV), es el director de dicha organización.

## Temáticas
El GIS XXI se dedica a analizar temas como Hugo Chávez, la crisis alimentaria, la economía, el empleo, la seguridad y la pobreza. Según esta empresa, sus objetivos se centran en elaborar estudios sobre el desarrollo ideológico de Venezuela.

## Historial
GIS XXI predijo en septiembre de 2010 que el PSUV obtendría un 52% de los votos en las elecciones parlamentarias (el resultado para el PSUV fue de 48.13%) y con ello dos tercios de los puestos de la Asamblea Nacional.
En septiembre de 2010 GIS XXI declaró que un 57% de la población votaría por Hugo Chávez Frías si fueran elecciones en ese momento.
En febrero de 2012 Jesse Chacón declaró que si la oposición no lograba dos millones y medio de votos en las elecciones primarias de ese mes, no conseguiría ganar a Chávez. En las elecciones que siguieron la oposición obtuvo más de tres millones de votos.

### Críticas
La organización ha sido objeto de críticas por diversos sectores por la cercanía de su presidente, Chacón, al gobierno de Hugo Chávez Frías.